# Kiksja

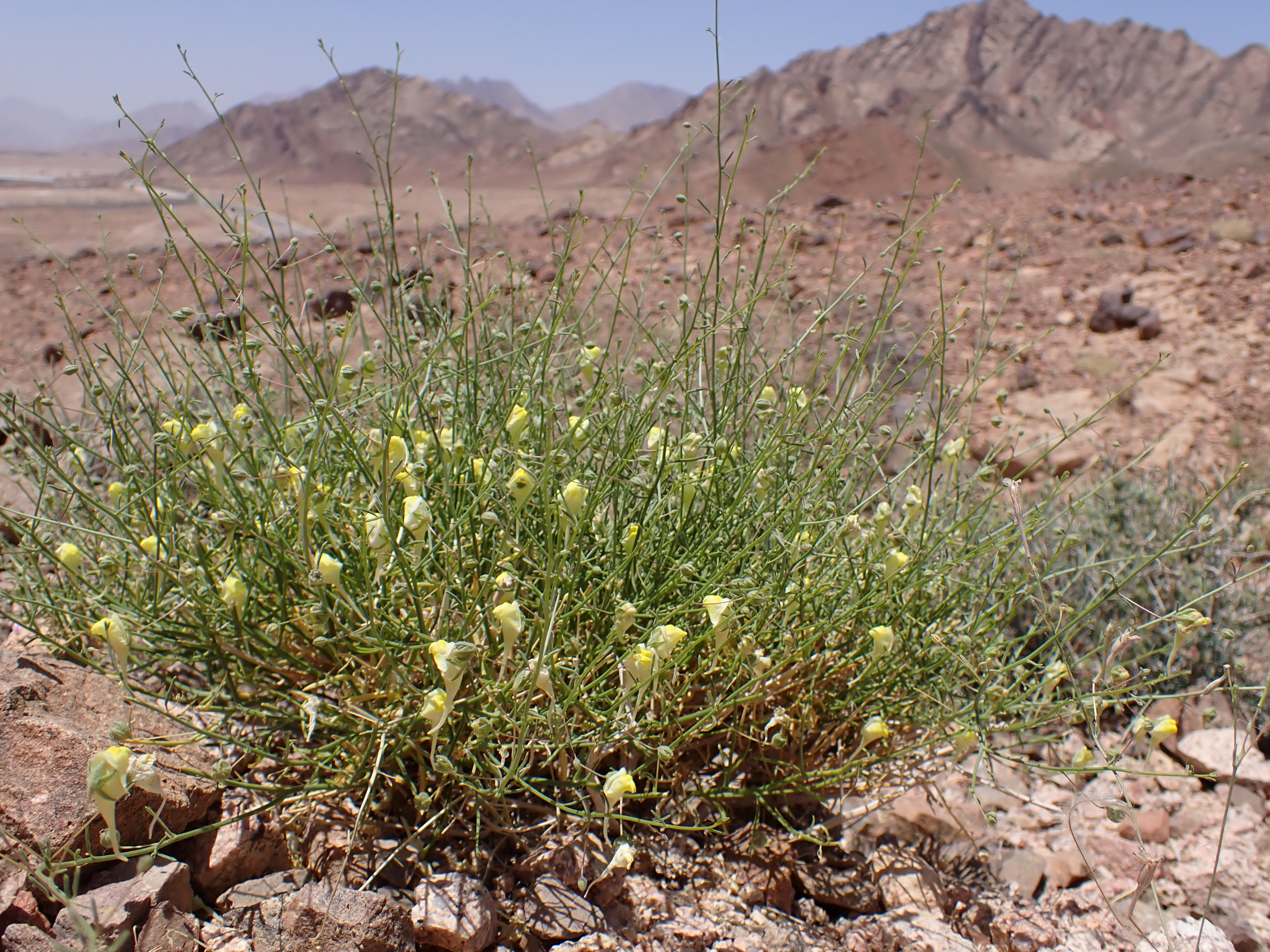
Kickxia spartioides

Kiksja, lnica (Kickxia Dumort.) – rodzaj roślin z rodziny babkowatych. Obejmuje 24 gatunki. Rośliny te występują w południowej i środkowej Europie, w północnej i północno-wschodniej Afryce (w tym na Wyspach Zielonego Przylądka, Wyspach Kanaryjskich, na wschodzie po Kenię na południu), w południowo-zachodniej Azji (po Kazachstan, Kirgistan i Pakistan na wschodzie). W Polsce rosną dwa gatunki jako zadomowione antropofity: kiksja oszczepowata K. elatine i kiksja zgiętoostrogowa K. spuria. 
Niektóre gatunki z tego rodzaju są chwastami upraw, w tym lokalnie bardzo uciążliwymi.

## Morfologia
PokrójByliny, rośliny roczne i krzewinki o pędach płożących lub podnoszących się.
LiścieZwykle skrętoległe, ogonkowe lub niemal siedzące (często o ogonku wijącym się), pojedyncze, równowąskie do zaokrąglonych, całobrzegie, ząbkowane, lub klapowane.
KwiatyWyrastają na długich szypułkach z kątów liści. Kielich z 5 równymi działkami zrośniętymi tylko u nasady. Korona kwiatu grzbiecista, dwuwargowa. Płatki barwy białej lub żółtej, zwykle z dolną wargą purpurowo zabarwioną. Rurka korony jest walcowata lub dzwonkowata, u nasady woreczkowato rozdęta lub wyciągnięta w ostrogę. Zalążnia górna, jajowata lub kulistawa, z dwoma równej wielkości komorami, z licznymi zalążkami.
OwoceTorebki z licznymi, nerkowatymi lub elipsoidalnymi nasionami.

## Systematyka
Pozycja systematyczna
Rodzaj z plemienia Antirrhineae z rodziny babkowatych Plantaginaceae. Takie ujęcie systematyczne rodzaju obowiązuje we współczesnych systemach (kolejnych aktualizacjach systemu APG), podczas gdy w popularnych systemach klasyfikacyjnych XX wieku rodzaj zaliczany był zwykle do szeroko wówczas ujmowanych trędownikowatych Scrophulariaceae. W niektórych ujęciach włączane są tu gatunki z rodzaju Nanorrhinum Betsche.
Wykaz gatunków
- Kickxia aegyptiaca (L.) Nábělek
- Kickxia caucasica (Muss.Puschk. ex Spreng.) Kuprian.
- Kickxia cirrhosa (L.) Fritsch
- Kickxia collenetteana D.A.Sutton
- Kickxia commutata (Bernh. ex Rchb.) Fritsch
- Kickxia × confinis (Lacroix) Soó
- Kickxia corallicola D.A.Sutton
- Kickxia dentata (Vahl) D.A.Sutton
- Kickxia elatine (L.) Dumort. – kiksja oszczepowata
- Kickxia elatinoides (Desf.) Rothm.
- Kickxia floribunda (Boiss.) Täckh. & Boulos
- Kickxia gombaultii (J.Thiébaut) Mouterde ex Charpin
- Kickxia hartlii (Betsche) D.Heller
- Kickxia iranica Zeraatkar & F.Ghahrem.
- Kickxia lanigera (Desf.) Hand.-Mazz.
- Kickxia membranacea D.A.Sutton
- Kickxia papillosa R.R.Mill
- Kickxia pendula (G.Kunkel) G.Kunkel
- Kickxia petiolata D.A.Sutton
- Kickxia pseudoscoparia V.W.Sm. & D.A.Sutton
- Kickxia sabarum V.W.Sm. & D.A.Sutton
- Kickxia saccata D.A.Sutton
- Kickxia scalarum D.A.Sutton
- Kickxia spiniflora (O.Schwartz) D.A.Sutton
- Kickxia spuria (L.) Dumort. – kiksja zgiętoostrogowa